# Димитрије Аврамовић
Димитрије Мита Аврамовић (Свети Иван Шајкашки, 15. март 1815 — Нови Сад, 1. март 1855) био је сликар и писац. Један је од зачетника романтизма у српском сликарству.

## Биографија
Родио се у милитарској Бачкој, у Шајкашком Св. Ивану (данас Шајкаш) марта 1815, од оца Михаила и мајке Саре. Српску основну школу и гимназију завршио је у Новом Саду. Током образовања у Новом Саду показао је таленат за цртање, уз пут се издржавао помажући новосадске молере. Од 1836. до 1840. године студирао је сликарство на бечкој Академији. У Бечу је припадао кругу око Вука Караџића који га је као сликара препоручио кнезу Михаилу. Насликао је први познати портрет кнеза Михаила Обреновића, завршен 1841. Од 1841. до 1852. године живео је у Београду, а од 1852. године у Новом Саду. Превасходно се бавио ликовном уметношћу. Упоредо је, за потребе историјског сликарства, истраживао уметничку прошлост, за теренски рад добио је подршку власти, Друштва српске словесности и Јована Стерије Поповића, и савете од Јоакима Вујића. Обилазио је споменике у Србији (Раваница, Манасија), и путовао је 1846. године на Свету гору.
Вративши се у Београд, Аврамовић је написао и о државном трошку штампао:
Описаније древности српских у Светој (Атонској) Гори, с XIII литографисаних таблица.У Београду 1847 (1849), у великој 8 - ин страна 82;Света Гора са стране вере, художества и повеснице. Описана Димитријем Аврамовићем, живописцем, у Београду, 1848, у 8 - ин страна 180.Оба ова дела су врло занимљива како за географа, историчара, тако и за уметника.
Осим књижевних и преводилачких радова оставио је текстове из области естетике, ликовне критике, теорије и историје уметности. Допринос Аврамовића у тим областима представља мали број прилога који су неједнаки по квалитету али пионирски.
Са десет чланака о проблемима уметности (Српски народни лист, 1843 — 1845), који су нешто измењени преводи делова првог поглавља Винкелманове Историје уметности старог века, дао је подстицај развоју теорије ликовне уметности код Срба и скромну подршку формирању историје уметности. Аутор је (1845) и првог познатог предлога за оснивање сликарске школе у Србији који тада није остварен. У двема књигама Описаније древности србски у Светој (Атонској) Гори с XIII литографних таблица (Београд, 1847/1849) и Света гора са стране вере, художества и повеснице описана Димитрием Аврамовићем живописцем (Београд, 1848) дао је први целовит и исцрпан преглед историје Атоса и његових манастира са описом целокупног подручја, и публиковао материјала од значаја за српску историју, описе и цртеже ношњи, предмета примењене уметности, донекле фресака, и преписе повеља (посебно вредан препис Немањине хиландарске повеље). Овим је утицао на културну климу свога доба и иницирао каснија истраживања Хиландара. Позив (у Српском дневнику, 1852) да му се шаљу подаци за животописе познатих српских сликара зачетак је првог српског уметничког лексикона, али и поред великог труда остао је недовршен у рукопису под насловом Живописањеславних живописаца србских. Његова расправа са Живком Петровићем (у Седмици, 1854) јесте прва позната полемика у српској ликовној критици.
Појавом Димитрија Аврамовића посматрање уметности почело је да прелази са филолога и историчара на људе из ликовне уметности, и да се осим историјске открива и ликовна вредност уметничких дела.
Осликао је иконостасе и зидове Саборне цркве у Београду у периоду 1841—1845. Осим тога осликао је иконостас и зидове Карађорђеве цркве у Тополи, иконостас манастира Врдника (Раваница), православне цркве у Футогу итд. Због преране смрти није стигао да заврши осликавање цркве у родном Шајкашу. Насликао је портрете великог броја значајних личности свог времена, међу најпознатијима су портрети Симе Милутиновића-Сарајлије и Вука Караџића. Најзначајнија његова композиција је Апотеоза Лукијана Мушицког.
У Хиландару је преписивао старе рукописе и живописе значајне за српску историју. Објавио је и књиге о Светој гори и Хиландару.
Сматрају га оснивачем карикатуре код Срба. Објавио је 1846. године књигу "Златна зрна", намењену младим и старим читаоцима. Сем по црквама и манастирима, његова дела се чувају у Народном музеју у Београду и у Галерији Матице српске у Новом Саду.
Био је велики уметник и српски родољуб.
Умро је у Новом Саду 1855. године. Његово име носи по једна улица у Београду и Новом Саду.
Једно од његових дела је икона Свете Петке која се заслугом Николе Кусовца од 2015. налази у Београду.

## Изабрани радови
- Александар I Павлович, 1834.
- Ваведење, 1834.
- Јован Петровић Ковач копија платна Константина Данила, 1836.
- Студија дрвета, 1838. (Народни музеј, Београд)
- Вук Караџић, 1840.
- Апотеоза Лукијана Мушицког, 1840.
- Игуман Хаџија манастира Вољавча, 1842.
- Јоаким Вујић, 1845.
- Петар Јокић, 1846. (Народни музеј, Београд)
- Скица основе цркве манастира Манасија, 1846.
- Димитрије Исаиловић, 1848.
- Свети Сава, 1852.
- Свети Сава (детаљ), 1852.
- Јосиф Миловук